# FAB-500 M-46
FAB-500 M-46 (ros. ФАБ-500 М-46) – radziecka bomba burząca.